# 静岡市立清水和田島小学校
静岡市立清水和田島小学校（しずおかしりつ しみずわだしましょうがっこう）は、静岡県静岡市清水区和田島にあった公立小学校。

## 沿革
- 1874年（明治7年）11月15日 - 和田島蔵珠寺に「中河内一精舎 分校」創立[1]。
- 1892年（明治25年）8月20日 - 和田島蔵珠寺に「和田島尋常小学校」創立[1]。
- 1905年（明治38年）7月5日 - 高等科を併置し「和田島尋常小学校」と改称[1]。
- 1941年（昭和16年）4月1日 - 「庵原郡両河内村立和田島国民学校」に改称[1]。
- 1947年（昭和22年）4月1日 - 「庵原郡両河内村立和田島小学校」に改称[1]。
- 1961年（昭和36年）6月 - 清水市との合併により、「清水市立和田島小学校」に改称[1]。
- 1962年（昭和37年）2月18日 - 創立70周年記念式[1]。
- 1974年（昭和49年）6月10日 - 創立100周年記念式[1]。
- 2003年（平成15年）4月 - 静岡市との合併に伴い、「静岡市立清水和田島小学校」に改称[1]。
- 2022年（令和4年）3月31日 - 閉校、「静岡市立両河内小中学校」に統合。

## 通学区域
| - 清地 - 茂野島 | - 高山 - 和田島 |

## アクセス
- 静岡市自主運行バス両河内線 「和田島」停留所から、徒歩3分